# Slaget om Smolensk (1941)
Slaget om Smolensk fra 10. juli til 10. september 1941 var et slag mellem den tyske Wehrmacht og den Røde Hær under 2. verdenskrig.

## Baggrund
I området ved Smolensk opstillede den sovjetiske hær i midten af juli en ny hovedforsvarslinje med i alt 42 divisioner. Hovedstaden Moskva lå kun 400 km borte.

## Kedlen
Den 10. juli begyndte Heeresgruppe Mitte en offensiv i retning Smolensk. Panzergruppe 3 under generaloberst Hermann Hoth stødte frem i nord mens Panzergruppe 2 under generaloberst Heinz Guderian stødte frem i syd. Efter at have nedkæmpet de sovjetiske styrker skulle pansergrupperne rykke frem i et samlet angreb mod Moskva. Undervejs blev stærke forsvarsstillinger behændigt omgået. Fra 24. juli til 5. august 1941 blev over 300.000 sovjetiske soldater med 3.000 kampvogne omringet. Hovedparten endte i tysk fangenskab.
De sovjetiske tropper forsøgte ihærdigt at bryde ud af omringningen, og det lykkedes til dels, hvorved store troppestyrker undslap. Det lykkedes de sovjetiske styrker at gennemføre et modangreb ved Yelnia, som var den første vellykkedes sovjetiske operation i krigen. For første gang blev sovjetiske enheder udstyret med "garde" betegnelsen som anerkendelse for deres indsats.

## Konsekvenser
Dette slag var i lighed med de forudgående omringningsslag ved Białystok og Minsk en stor operationel sejr for den tyske hær. Den Røde Hær led igen store tab. Hundredtusinder af sovjetiske soldater blev taget til fange og store mængder krigsudstyr blev ødelagt eller erobret. Slaget havde imidlertid også kostet tyskerne store tab og det var lykkedes den Røde Hær at stoppe den tyske fremmarch i to måneder. Derved var der opstået en alvorlig forsinkelse, og det var et alvorligt nederlag for det tyske lynkrigs koncept. Sammen med den skiftende fokus på om de russiske oliefelter eller Moskva var vigtigst at erobre først, udtæredes den tyske logistik således at de ikke kunne rykke de sidste afgørende 50 km. ind i Moskva som lå forsvarsløst hen.
Dernæst fik russerne mulighed for at frigøre enheder fra fronten mod Japan, da man nu erkendte at Japan aldrig ville angribe dem i ryggen og sende dem frem til modangreb ved Moskva.
I slaget om Smolensk fra mistede den Røde Hær 760.000 soldater, heraf 486.000 døde, savnede og fangne. 